# Talsperre Pirrís
Die Talsperre Pirrís (spanisch Represa Pirrís) ist eine Talsperre in der Provinz San José, Costa Rica. Sie staut den Río Pirrís zu einem kleinen Stausee (spanisch Embalse Pirrís) auf. Die Hauptstadt San José liegt etwa 30 km nördlich der Talsperre.
Zwischen November 1989 und Juni 1992 wurde eine Machbarkeitsstudie durchgeführt. Mit dem Bau der Talsperre und des zugehörigen Kraftwerks wurde im Januar 1997 begonnen. Die offizielle Inbetriebnahme durch die damalige Staatspräsidentin Costa Ricas, Laura Chinchilla, erfolgte am 12. September 2011. Das Kraftwerk ist im Besitz des Instituto Costarricense de Electricidad (ICE) und wird auch von ICE betrieben.

## Absperrbauwerk
Das Absperrbauwerk besteht aus einer Gewichtsstaumauer aus Walzbeton mit einer Höhe von 113 m; damit ist die Talsperre die höchste in Costa Rica. Die Mauerkrone liegt auf einer Höhe von 1.208 m über dem Meeresspiegel. Die Länge der Mauerkrone beträgt 266 (bzw. 270) m. Das Volumen des Bauwerks liegt bei 710.000 (bzw. 728.000 oder 765.000) m³.
Die Staumauer verfügt über eine Hochwasserentlastung, über die maximal 2.350 m³/s abgeleitet werden können.
Von der Staumauer führt ein rund 10,5 km langer Tunnel zum Kraftwerk. Die ersten 8 km sind mit Beton ausgekleidet, die restlichen 2,5 km mit Stahl. Der Durchmesser verringert sich dabei von 3,4 m auf 2,3 m. An den Tunnel schließt sich eine Druckrohrleitung mit einer Länge von 830 m an, die in die Maschinenhalle des Kraftwerks führt.

## Stausee
Beim normalen Stauziel von 1.205 m erstreckt sich der Stausee über eine Fläche von rund 1,14 km² und fasst 30 (bzw. 36,4) Mio. m³ Wasser. Das Stauziel kann zwischen 1.160 und 1.205 m über dem Meeresspiegel schwanken.

## Kraftwerk
Das Kraftwerk Pirrís verfügt über eine installierte Leistung von 128 (bzw. 134) MW. Die voraussichtliche Jahreserzeugung liegt bei ca. 560 Mio. kWh. Das Kraftwerk soll zweimal täglich für etwa 2,5 Stunden den Spitzenstrombedarf decken.
Die zwei Pelton-Turbinen des Kraftwerks leisten jede maximal 64 (bzw. 67 oder 69) MW und die zugehörigen Generatoren 73 (bzw. 89,4) MVA. Die Nenndrehzahl der Turbinen liegt bei 600 Umdrehungen pro Minute. Der Durchmesser eines Laufrades beträgt 1,98 m; der Durchmesser eines Stators liegt bei 5,4 m.
Die Nennspannung der Generatoren beträgt 13,3 (bzw. 13,8) kV. In der Schaltanlage wird die Generatorspannung von 13,3 kV mittels Leistungstransformatoren auf 230 kV hochgespannt.
Als Fallhöhe werden 829 (bzw. 884 oder 890) m angegeben. Der maximale Durchfluss liegt bei 9 m³/s je Turbine.

## Sonstiges
Die Errichtungskosten der Talsperre (inklusive des Kraftwerks) werden mit 627 bzw. 630 Mio. USD angegeben. Ursprünglich ging man von Kosten in Höhe von 292 (bzw. 300) Mio. USD aus. Die Banco Centroamericano de Integración Económica und die Japan International Cooperation Agency finanzierten das Projekt zu jeweils 28 %.
Die Turbinen, Generatoren sowie weitere elektromechanische Ausrüstung wurden von VA Tech Hydro, der heutigen Andritz AG geliefert. Der Auftragswert dafür belief sich auf 65 Mio. €.